# Der Stille Ozean
Pour plus de détails, voir Fiche technique et Distribution.
Der Stille Ozean est un film autrichien réalisé par Xaver Schwarzenberger, sorti en 1983.

## Fiche technique
- Titre : Der Stille Ozean
- Réalisation : Xaver Schwarzenberger
- Scénario : Gerhard Roth, Walter Kappacher d'après le roman de Gerhard Roth
- Musique : Bert Breit
- Photographie : Xaver Schwarzenberger
- Montage : Ulrike Schwarzenberger
- Production : Alfred Nathan et Werner Swossil
- Société de production : TeamFilm Produktion et ZDF
- Pays :  Autriche et  Allemagne de l'Ouest
- Genre : Drame
- Durée : 92 minutes
- Dates de sortie : 
  -  Allemagne de l'Ouest : 21 mars 1983

## Distribution
- Hanno Pöschl : Dr. Ascher
- Marie-France Pisier : Florence
- Hannes Thanheiser : Rogy
- Gerlinde Ully : Regina
- Liliana Nelska : Mme. Melzer

## Distinctions
Le film a été présenté en sélection officielle en compétition lors de Berlinale 1983.